# Kokkoloba
Kokkoloba (Coccoloba) – rodzaj roślin z rodziny rdestowatych (Polygonaceae). Obejmuje ok. 175 gatunków. Rośliny te występują w południowej części Ameryki Północnej (w Stanach Zjednoczonych dwa gatunki) oraz w Ameryce Południowej. Owoce kokkoloby gronowej są spożywane na surowo oraz wykorzystywane do wyrobu galaretek i win. Ten gatunek oraz Coccoloba diversifolia jest uprawiany jako roślina ozdobna z powodu zimozielonych liści i efektownych gron z kwiatami i owocami.

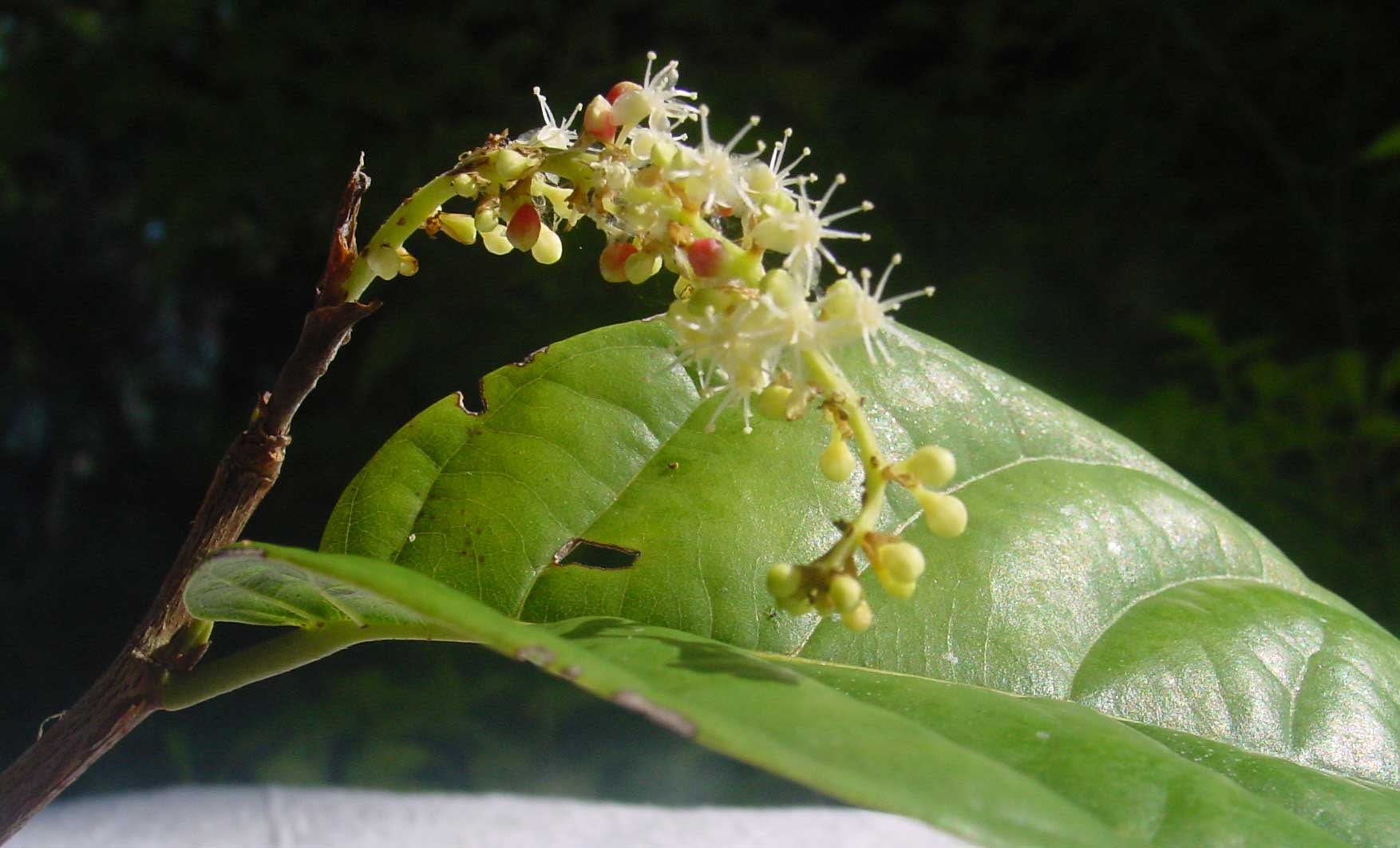
Kwiatostan Coccoloba arborescens

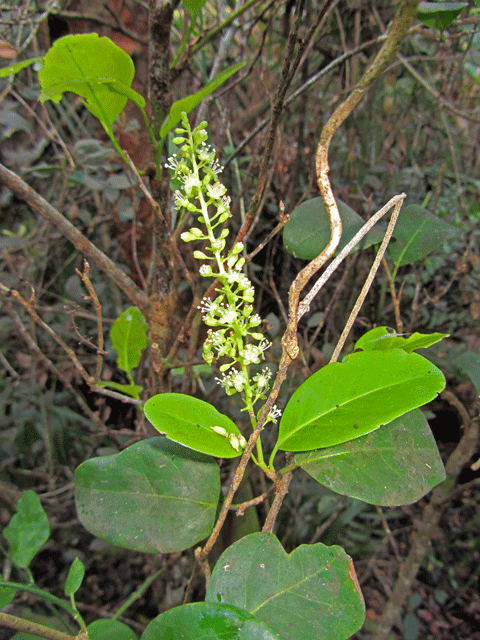
Coccoloba diversifolia

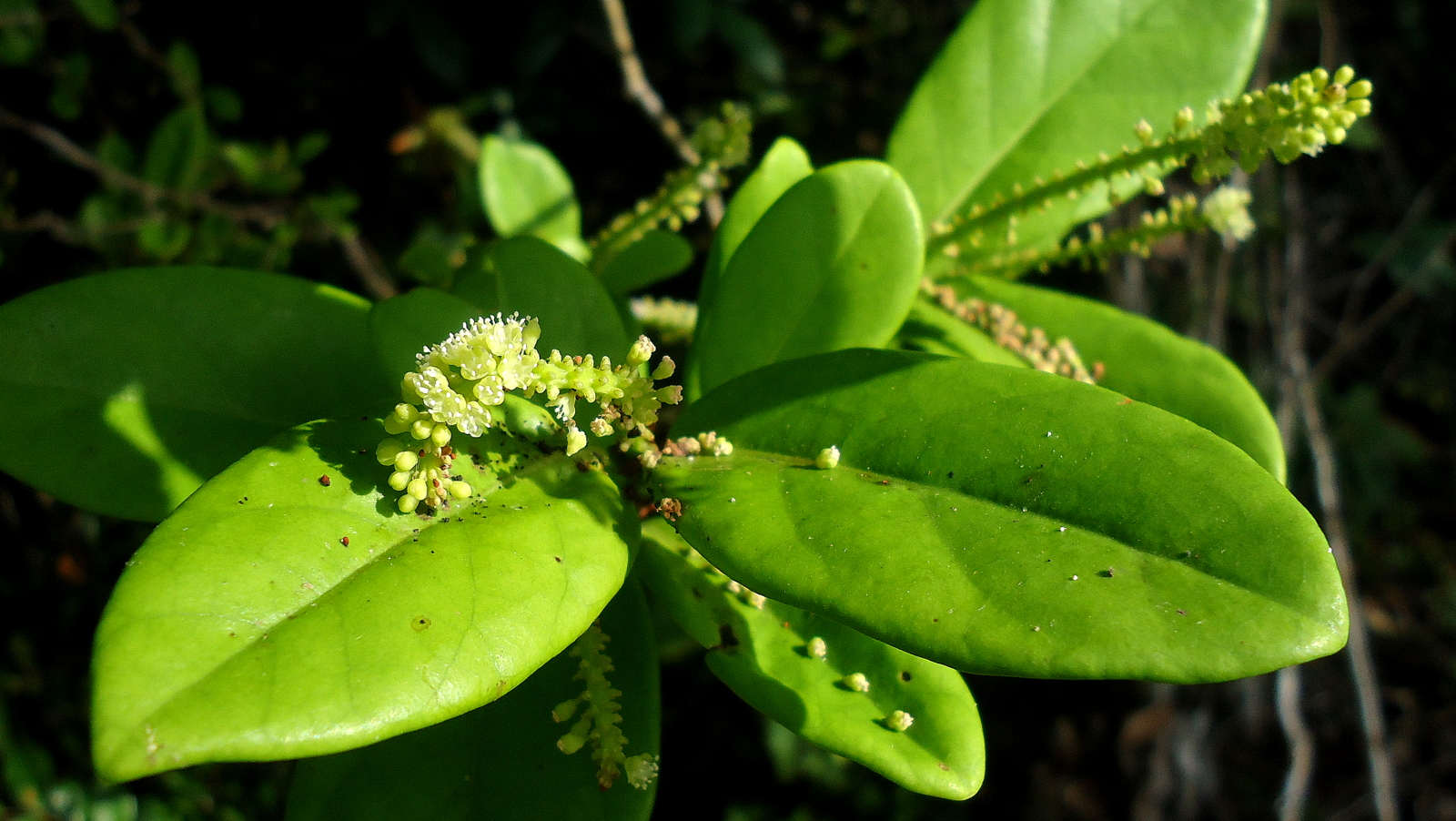
Coccoloba ochreolata

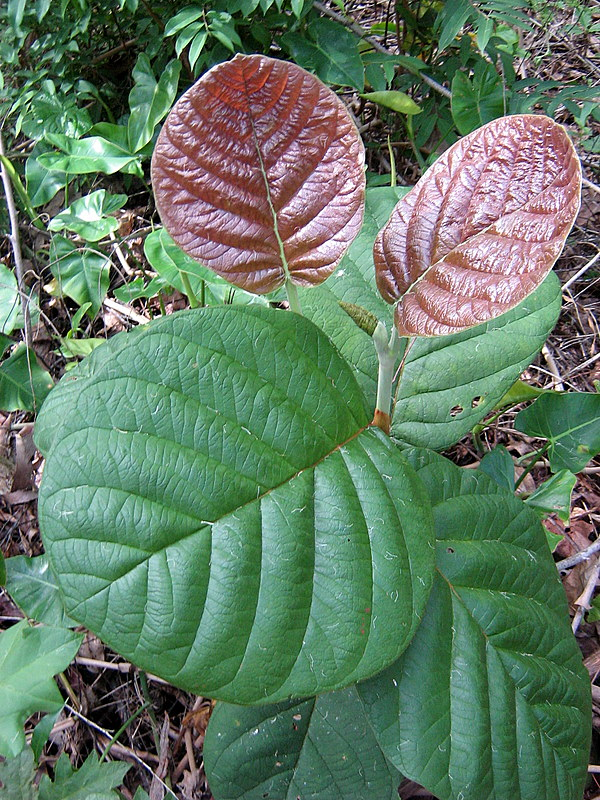
Liście Coccoloba rosea

## Morfologia
PokrójKrzewy i drzewa o pędach rosnących prosto lub rozpościerających się, nagich lub za młodu (na końcach) owłosionych.
LiścieUlistnienie jest naprzemianległe. Liście zimozielone, ogonkowe. Blaszka liściowa pojedyncza, całobrzega, kształtu od lancetowatego do okrągłego. Gatka odpadająca, błoniasta do skórzastej.
KwiatyJednopłciowe (rośliny dwupienne), w dolnej kwiatostan kłosokształtny, wyżej kwiaty zebrane w pęczki. Nie zróżnicowane na kielich i koronę białe i zielone listki w liczbie 5 tworzą okwiat o kształcie dzwonkowatym. Kwiaty męskie wyrastają w pęczkach po 1–7. Mają 8 zrośniętych u nasady pręcików przylegających do listków okwiatu. Pylniki białe do niebieskawych, owalne do kulistych. Słupek w tych kwiatach jest szczątkowy. W kwiatach żeńskich wyrastających pojedynczo pręciki są szczątkowe, szyjki słupka 3, okazałe, zakończone główkowatymi znamionami.
OwoceTrójgraniaste niełupki mniej lub bardziej obrośnięte mięśniejącym podczas owocowania okwiatem.

## Systematyka
Jeden z rodzajów podrodziny Eriogonoideae w obrębie rdestowatych (Polygonaceae Juss.). 
Lista gatunków
- Coccoloba acapulcensis Standl.
- Coccoloba acrostichoides Cham.
- Coccoloba acuminata Kunth
- Coccoloba acuna R.A.Howard
- Coccoloba alainii Acev.-Rodr.
- Coccoloba albicans Ekman
- Coccoloba alnifolia Casar.
- Coccoloba arborescens (Vell.) R.A.Howard
- Coccoloba argentinensis Speg.
- Coccoloba armata C.Wright ex Griseb.
- Coccoloba ascendens Duss ex Lindau
- Coccoloba baracoensis O.C.Schmidt
- Coccoloba barbadensis Jacq.
- Coccoloba barkeri Ekman & O.C.Schmidt
- Coccoloba belizensis Standl.
- Coccoloba benitensis Britton
- Coccoloba berazainiae I.Castañeda
- Coccoloba boxii Sandwith
- Coccoloba brasiliensis Nees & Mart.
- Coccoloba buchii O.C.Schmidt
- Coccoloba bullata R.A.Howard
- Coccoloba caesia Ekman ex O.C.Schmidt
- Coccoloba caracasana Meisn.
- Coccoloba caravellae Sastre & Fiard
- Coccoloba ceibensis O.C.Schmidt
- Coccoloba cereifera Schwacke
- Coccoloba charitostachya Standl.
- Coccoloba chiapensis Standl.
- Coccoloba cholutecensis R.A.Howard
- Coccoloba clementis R.A.Howard
- Coccoloba colombiana R.A.Howard
- Coccoloba conduplicata Maguire
- Coccoloba cordata Cham.
- Coccoloba coriacea A.Rich.
- Coccoloba coronata Jacq.
- Coccoloba costata C.Wright
- Coccoloba cowellii Britton
- Coccoloba cozumelensis Hemsl.
- Coccoloba cristalensis (Alain) I.Castañeda
- Coccoloba cruegeri Lindau
- Coccoloba cujabensis Wedd.
- Coccoloba darienensis R.A.Howard
- Coccoloba declinata (Vell.) Mart.
- Coccoloba densifrons Mart. ex Meisn.
- Coccoloba diversifolia Jacq.
- Coccoloba dussii Lindau
- Coccoloba escuintlensis Lundell
- Coccoloba excelsa Benth.
- Coccoloba fallax Lindau
- Coccoloba fastigiata Meisn.
- Coccoloba fawcettii O.C.Schmidt
- Coccoloba filipes Standl.
- Coccoloba flavescens Jacq.
- Coccoloba floresii Ortiz-Díaz & Arnelas
- Coccoloba floribunda (Benth.) Lindau
- Coccoloba fuertesii Urb.
- Coccoloba gardneri Meisn.
- Coccoloba geniculata Lindau
- Coccoloba gentryi R.A.Howard
- Coccoloba gigantifolia E.Melo, C.A.Cid Ferreira & Gribel
- Coccoloba glaziovii Lindau
- Coccoloba goldmanii Standl.
- Coccoloba gracilis Kunth
- Coccoloba grandiflora Lindau
- Coccoloba guanacastensis W.C.Burger
- Coccoloba guaranitica Hassl.
- Coccoloba gymnorrhachis Sandwith
- Coccoloba hirtella Lundell
- Coccoloba hondurensis Lundell
- Coccoloba hotteana O.C.Schmidt
- Coccoloba howardii Castañeda
- Coccoloba humboldtii Meisn.
- Coccoloba × hybrida I.Castañeda
- Coccoloba incrassata Urb.
- Coccoloba × jamaicensis Lindau
- Coccoloba jimenezii Alain
- Coccoloba johnstonii R.A.Howard
- Coccoloba jurgensenii Lindau
- Coccoloba krugii Lindau
- Coccoloba laevis Casar.
- Coccoloba lanceolata Lindau
- Coccoloba lapathifolia Standl.
- Coccoloba lasseri Lundell
- Coccoloba latifolia Poir.
- Coccoloba lehmannii Lindau
- Coccoloba leoganensis Jacq.
- Coccoloba leonardii R.A.Howard
- Coccoloba liebmannii Lindau
- Coccoloba lindaviana R.A.Howard
- Coccoloba lindeniana (Benth.) Lindau
- Coccoloba liportizii Gómez-Laur. & N.Zamora
- Coccoloba llewelynii R.A.Howard
- Coccoloba longifolia Fisch. ex Lindau
- Coccoloba longipes S.Moore
- Coccoloba lucidula Benth.
- Coccoloba × lundellii Standl.
- Coccoloba manzinellensis Beurl.
- Coccoloba meissneriana (Britton) K.Schum.
- Coccoloba microphylla Griseb.
- Coccoloba microstachya Willd.
- Coccoloba mollis Casar.
- Coccoloba montana Standl.
- Coccoloba mosenii Lindau
- Coccoloba munizii Borhidi
- Coccoloba nervosa Alain
- Coccoloba nicaraguensis Standl. & L.O.Williams
- Coccoloba nigrescens Lindau
- Coccoloba nipensis Urb.
- Coccoloba nitida Kunth
- Coccoloba nodosa Lindau
- Coccoloba northropiae Britton
- Coccoloba nutans Kunth
- Coccoloba obovata Kunth
- Coccoloba obtusifolia Jacq.
- Coccoloba ochreolata Wedd.
- Coccoloba oligantha Alain
- Coccoloba orinocana R.A.Howard
- Coccoloba orizabae Lindau
- Coccoloba ortizii R.A.Howard
- Coccoloba ovata Benth.
- Coccoloba padiformis Meisn.
- Coccoloba pallida C.Wright ex Griseb.
- Coccoloba paraensis Meisn.
- Coccoloba paraguariensis Lindau
- Coccoloba pauciflora Urb.
- Coccoloba peltata Schott
- Coccoloba persicaria Wedd.
- Coccoloba peruviana Lindau
- Coccoloba picardae Urb.
- Coccoloba plantaginea Wedd.
- Coccoloba plumieri Griseb.
- Coccoloba porphyrostachys Gómez-Laur.
- Coccoloba portuguesana R.A.Howard
- Coccoloba praecox C.Wright ex Lindau
- Coccoloba proctorii R.A.Howard
- Coccoloba pubescens L.
- Coccoloba pyrifolia Desf.
- Coccoloba ramosissima Wedd.
- Coccoloba reflexa Lindau
- Coccoloba reflexiflora Standl.
- Coccoloba retirensis R.A.Howard
- Coccoloba retusa Griseb.
- Coccoloba rigida Meisn.
- Coccoloba rosea Meisn.
- Coccoloba rufescens C.Wright
- Coccoloba rugosa Desf.
- Coccoloba ruiziana Lindau
- Coccoloba salicifolia Wedd.
- Coccoloba samanensis O.C.Schmidt
- Coccoloba savannarum Standl.
- Coccoloba scandens Casar.
- Coccoloba shaferi Britton
- Coccoloba sintenisii Urb.
- Coccoloba spicata Lundell
- Coccoloba spinescens Morong
- Coccoloba steinbachii R.A.Howard
- Coccoloba sticticaulis Wedd.
- Coccoloba striata Benth.
- Coccoloba subcordata (Bertero ex DC.) Lindau
- Coccoloba swartzii Meisn.
- Coccoloba taylorii Urb.
- Coccoloba tenuiflora Lindau
- Coccoloba tenuifolia L.
- Coccoloba tiliacea Lindau
- Coccoloba toaensis Alain
- Coccoloba troyana Urb.
- Coccoloba tuerckheimii Donn.Sm.
- Coccoloba tunii Ortiz-Díaz & Arnelas
- Coccoloba uvifera (L.) L. – kokkoloba gronowa
- Coccoloba venosa L.
- Coccoloba warmingii Meisn.
- Coccoloba williamsii Standl.
- Coccoloba wrightii Lindau
- Coccoloba wurdackii R.A.Howard
- Coccoloba yaracuyensis R.A.Howard
- Coccoloba yaterensis I.Castañeda
- Coccoloba zebra Griseb.
- Coccoloba zuliana R.A.Howard